# New York Correspondance School
Die New York Correspondance School war eine informelle Gruppe von Künstlern, die 1962 von Ray Johnson gegründet wurde. Sie gilt weithin als das erste Netzwerk der Mail Art.

## Geschichte
Die New York Correspondance School entstand aus einem Netzwerk von Korrespondenzpartnern, mit denen der New Yorker Künstler Ray Johnson seit den 1950er Jahren mittels Briefverkehr künstlerische Aktionen durchgeführt hatte. Die Aktionen bestanden gewöhnlich aus einer – mitunter graphisch ausgestalteten – Handlungsanweisung, die auf einer Postkarte oder in einem Brief an die Partner verschickt wurde, und waren oftmals auf eine humorvolle und nur für die Mitglieder der Gruppe verständliche Weise codiert. Die Handlungen bezogen sich dabei oftmals auf aktuelle politische oder gesellschaftliche Ereignisse, blieben aber meist spielerisch, wie der Aufruf zu einer Zusammenkunft eines – möglicherweise rein fiktiven – Fanclubs oder die Aufforderung, von der zugesandten Nachricht 40 Kopien anzufertigen und eine an Andy Warhol weiterzuleiten.
Die Zusammenfassung des Netzwerks in 1962 unter einem gemeinsamen Label geht auf eine Idee von Johnsons Kollegen Ed Plunkett zurück. Der später bewusst falsch geschriebene Name – correspondance anstelle der korrekten Endung -dence – sollte sich dabei ironisch sowohl auf die zu dieser Zeit aktuelle und international propagierte New York School des abstrakten Expressionismus wie auf die Werbung für Kunstunterricht in Fernschulen beziehen. 1969 umfasste die Gruppe nach Johnsons eigenen Angaben mehrere hundert Mitglieder, die allerdings zu einem großen Teil unbekannt blieben und recht zufällige Briefpartner einschlossen.
1970 ermöglichte die Kuratorin Marcia Tucker Johnson, eine Gruppenausstellung im Whitney Museum of American Art zu organisieren. Auf seine Aufforderung hin sandten 106 Künstler Texte und Arbeiten ein, die anschließend ohne weitere Auswahl oder kuratorische Eingriffe ausgestellt wurden. Johnson selbst zeigte keine seiner Arbeiten auf der Ausstellung, sondern nur die Antworten seiner Briefpartner. Am 5. April 1973 löste er die – ohnehin informelle – Gruppe mit einem in der New York Times veröffentlichten Nachruf auf, organisierte aber unter verschiedenen neuen Namen wie Buddhette University oder Spam Radio Club weiterhin Treffen und Veranstaltungen zur Mail Art.

## Schriften
- Ray Johnson: A mysterious New York Correspondance School meeting. New York 1968
- Ray Johnson: The Paper Snake. Something Else Press, New York 1965 (Künstlerbuch)

## Ausstellungen
- 1970: Whitney Museum of American Art, New York
- 1999: The Morris and Helen Belkin Art Gallery, Vancouver